# Attentat de Jakarta du 14 janvier 2016
L’attentat de Jakarta du 14 janvier 2016 représente de multiples explosions et une fusillade qui se sont produites près du grand magasin Sarinah dans le centre de Jakarta, en Indonésie. Il y aurait sept morts dont 4 terroristes et vingt-trois blessés,. Fin 2015, la police antiterroriste indonésienne avait déjoué plusieurs attentats.

## Contexte
Ces attentats s'inscrivent sous un contexte international marqué par plusieurs attentats menés par le groupe terroriste État islamique (attentats de Paris, Zliten, Istambul).

## Attaque

### Déroulement
Le 14 janvier 2016, vers 10 h 50, une première explosion survient sur le parking du Starbucks de l'immeuble Skyline, près du centre commercial Sarinah, au cœur de la capitale indonésienne. À la suite de cette explosion, selon le porte-parole de la police, Anton Charliyan, deux attaquants prennent en otage deux étrangers, un Canado-Algérien et un Algérien près du Starbucks. Ce dernier, blessé, réussit à s'échapper tandis que l'autre otage est exécuté. Ils ouvrent le feu dans la rue,,. La police trouve les deux attaquants et leur tire dessus, tandis que ceux-ci répliquent en lançant des grenades. La fusillade se déplace au cinéma Djakarta Théâtre, situé dans le même bâtiment que le Starbucks. La police a déclaré que trois assaillants avaient été tués devant le cinéma. En parallèle de cette attaque, deux autres assaillants se déplaçant à moto se font exploser au poste de police de l'autre côté de la rue, à l'intersection de Jalan Thamrin et Jalan K.H. Wahid Hasyim.

### Bilan des morts
| Nationalité                                                                                     | Nombre de décès    |
| ----------------------------------------------------------------------------------------------- | ------------------ |
| Indonésie                                                                                       | 3[réf. nécessaire] |
| Algérie / Canada                                                                                | 1[réf. nécessaire] |
| Total                                                                                           | 4                  |
| Ces résultats chiffrés sont basés sur des données officielles et peuvent être amenés à changer. |                    |